# Файн, Роза Давыдовна
Роза Давыдовна Файн (нем. Rosa Fain; 20 декабря 1929, Одесса — 8 февраля 2025, Дюссельдорф) — советская и немецкая скрипачка, музыкальный педагог.
С четырёхлетнего возраста занималась в Музыкальной школе Столярского под руководством Беньямина Мордковича, у него же окончила Одесскую консерваторию (1954), далее в 1956—1960 годах училась в аспирантуре Московской консерватории у Давида Ойстраха. В 1957 году выиграла в Польше Международный конкурс скрипачей имени Венявского.
В 1954—1956 годах — солистка Киевской филармонии, далее концертировала по всему Советскому Союзу (в частности, в 1958 году участвовала в гастрольной поездке по Кузбассу и Алтаю с Дмитрием Кабалевским, Арамом Хачатуряном и Виктором Пикайзеном). Записала несколько альбомов, в том числе Второй концерт Генрика Венявского, «Экстаз» Эжена Изаи и Интродукцию и рондо каприччиозо Камиля Сен-Санса с Московским симфоническим оркестром под управлением Кирилла Кондрашина.
В 1980 году с мужем и сыном эмигрировала из СССР — по собственному утверждению, из-за антисемитизма; при эмиграции, как вспоминала Файн, ей не разрешили вывезти из СССР свою скрипку. В том же году заняла должность профессора в Дюссельдорфской высшей школе музыки, где преподавала несколько десятилетий.
Умерла 8 февраля 2025 года в Дюссельдорфе в возрасте 95 лет.